# 8937 Gassan
8937 Gassan (1997 AK19) là một tiểu hành tinh vành đai chính được phát hiện ngày 13 tháng 1 năm 1997 bởi T. Okuni ở Nanyo.